# Mayville, Quận Clark, Wisconsin
Mayville là một thị trấn thuộc quận Clark, tiểu bang Wisconsin, Hoa Kỳ. Năm 2010, dân số của thị trấn này là 918 người.